# Little Gold River
Der Little Gold River ist ein Fluss in der Region Kimberley im Norden des australischen Bundesstaates Western Australia.

## Geografie
Der Fluss entspringt an den Südhängen des Mount Wells im Ostteil der King Leopold Ranges und fließt nach Südwesten. Östlich des Mount Winifred mündet er in den Leopold River.

### Nebenflüsse mit Mündungshöhen
Der Fluss hat folgende Nebenflüsse:
- Middle Branch Creek – 375 m
- Wireless Creek – 332 m
- McKinnon Creek – 218 m